# Unione Sportiva Livorno 1915
 (juin 2024).
Maillots
Actualités
L'Unione Sportiva Livorno 1915 (Union Sportive Livourne 1915 en français), est un club de football italien fondé en 1915 et basé dans la ville de Livourne en Toscane. 
Repris par l'entrepreneur Paolo Toccafondi, le club a pris la suite de l'AS Livorno Calcio qui a déposé le bilan durant l'été 2021. L'US Livourne 1915 est reparti en Eccellenza, la 5e division italienne, lors de la saison 2021-2022.

## Dates-clés
- 14 février 1915 : fondation du club sous le nom de Unione Sportiva Livorno à la suite de la fusion du « Virtus Juventusque » et du « SPES Livorno ».
- 1930-1931 : relégation en Serie B.
- 1932-1933 : champion de Serie B.
- 1934-1935 : relégation en Serie B.
- 1936-1937 : champion de Serie B.
- 1938-1939 : relégation en Serie B.
- 1939-1940 : promotion en Serie A.
- 1948-1949 : relégation en Serie B.
- 1951-1952 : relégation en Serie C.
- 1954-1955 : promotion en Serie B.
- 1955-1956 : relégation en Serie C.
- 1963-1964 : promotion en Serie B.
- 1971-1972 : relégation en Serie C.
- 1982-1983 : relégation en Serie C2.
- 1983-1984 : promotion en Serie C1.
- 1986-1987 : vainqueur de la Coupe d'Italie de Serie C.
- 1988-1989 : relégation en Serie C2.
- 1990-1991 : le club est en faillite et est exclu des championnats professionnels. Relégation en division amateur.
- 1er août 1991 : Le club est renommé en Associazione Sportiva Livorno.
- 1992-1993 : retour en Serie C2.
- 1996-1997 : promotion en Serie C1.
- 1999 : Acquisition du club par Aldo Spinelli.
- 2000-2001 : défaite en finale de Play-Offs. Igor Protti meilleur buteur du championnat.
- 2001-2002 : promotion en Serie B. Igor Protti meilleur buteur du championnat.
- 2002-2003 : Igor Protti meilleur buteur du championnat.
- 2003-2004 : arrivée de Cristiano Lucarelli et retour du club en Serie A après plus d'un demi-siècle d'absence.
- 2004-2005 : Cristiano Lucarelli capocannoniere (meilleur buteur du championnat). Igor Protti part à la retraite.
- 2005-2006 : à la suite de l'affaire du Calciopoli, le club est classé 6e et disputera pour la première fois de son histoire la Coupe de l'UEFA.
- 2006-2007 : le club arrive jusqu'au 1/16e de finale de la Coupe de l'UEFA, éliminé par l'Espanyol Barcelone. Départ en fin de saison de Cristiano Lucarelli pour le Chakhtar Donetsk.
- 2007-2008 : le club finit bon dernier du championnat et retourne donc en Serie B.
- 2008-2009 : retour en Serie A à la suite de la victoire en Play-offs face au Brescia Calcio. Retour de Cristiano Lucarelli au mercato d'été, en provenance du Parme FC.
- 2012 : le club perd un joueur Piermario Morosini des suites d'un malaise cardiaque sur le terrain pendant le match qui les opposait à Pescara.
- 20 mai 2016 : relégation en Série C.

## Changements de nom

Logo de 2010 à 2021.

Logo de 2021 à 2025.

- 1915-1945 : Unione Sportiva Livorno
- 1945-1946 : Società Sportiva Pro Livorno
- 1946-1988 : Unione Sportiva Livorno
- 1988-1990 : Pro Livorno
- 1990-1991 : Unione Calcio Livorno
- 1991-2021 : Associazione Sportiva Livorno Calcio
- 2021-0000 : Unione Sportiva Livorno 1915

## Palmarès
- Championnat d'Italie de Serie B : 
  - Champion : 1933, 1937

- Championnat d'Italie de Serie C1 (D3 groupe A) : 
  - Champion : 2002

- Championnat d'Italie de Serie C (D3 groupe B) : 
  - Champion : 1955, 1964, 2017-18

- Vainqueur de la Coupe d'Italie de Serie C : 
  - Vainqueur : 1987

## Rivalités
L'ennemi juré footballistiquement parlant est le club voisin Pise Calcio. Les autres rivaux principaux sont l'ACF Fiorentina et l'AC Sienne avec qui se disputent les nombreux derbys toscans.
Les supporters livournais entretiennent d'excellentes relations avec ceux de l'Olympique de Marseille, de l'AEK Athènes, du Celtic FC et du FC Sankt Pauli.

## Numéro retiré
Le club italien décide, en décembre 2005, de retirer le n°10 en hommage à Igor Protti, capitaine lors des promotions successives ayant amené le club de Serie C1 à la Serie A. Le joueur, retraité depuis la fin de la saison 2004 - 2005, a cependant annoncé sa volonté de voir ce numéro de nouveau attribué, pour "permettre à n'importe qui de réaliser son rêve en revêtant à nouveau ce numéro". Cela sera le cas dès le début de la saison 2007 - 2008 où la nouvelle recrue Francesco Tavano choisit ce numéro.

## Hymne
L'hymne est L'amaranto è la nostra bandiera, composé par Alberto Montanari, écrit par Giorgio Campi.

## Grands noms italiens
- Cristiano Lucarelli (2003-2007/2009-2010)
- Antonio Candreva (2008 - janv. 2010)
- Igor Protti (1985 - 1988/1999 - 2005)
- Fabio Galante (2004 - 2010)
- Alessandro Grandoni (2004 - 2009)
- Stefano Morrone (2005 - 2007)
- Dario Passoni (2003 - janv. 2004/2004 - 2007)
- Stefano Fiore (2008)
- Claudio Bellucci (2010)
- Raffaele Palladino (2005 - 2006)
- Francesco Coco (2005 - 2006)
- Giorgio Chiellini (2000 - 2004)
- Marco Amelia (2001 - 2003/2004 - 2008)
- David Balleri (2002 - 2008)
- Giovanni Pasquale (2006 - 2008)
- Matteo Melara (2001 - janv. 2006/2008)
- Giuliano Giannichedda (2007 - 2008)
- Alessandro Diamanti (2007 - 2009)
- Francesco Tavano (2007 - 2011)
- Stefano Tacconi (1978 - 1979)
- Richard Vanigli (1998 - 2004)
- Mario David (1950 - 1953)
- Gennaro Ruotolo (joueur, janv. 2002 - fev. 2003 et 2003-2006/entraîneur, 2009 - oct. 2009 et avr. 2010 - 2010)
- Armando Picchi (joueur, 1954 - 1959/entraîneur, 1969 - 1970)
- Roberto Donadoni (entraîneur, 2002 - 2003/janv. 2005 - fev. 2006)
- Walter Mazzarri (entraîneur, 2002 - 2004)
- Serse Cosmi (entraîneur, oct. 2009 - avr. 2010)

## Grands noms étrangers
- Tomas Danilevičius (2002 - 2005/2006 - janv. 2007/2008 - 2011)
- César Prates (2005 - 2006)
- Rahman Rezaei (2006 - 2008)
- José Luis da Cruz Vidigal (2004 - 2005/2006 - 2008)
- Diego Tristán (2007 - 2008)
- Erjon Bogdani (2007 - 2008)
- Samuel Kuffour (2006 - 2007)
- Aparecido César (2007)
- Ibrahima Bakayoko (2005 - janv. 2007)
- Vikash Dhorasoo (2007)
- Marc Pfertzel (2003 - 2007)
- Rubinho (2010)
- Nelson Rivas (2009 - 2010)
- Luka Bogdan (2018 - 2021)